# بازوی عرضی

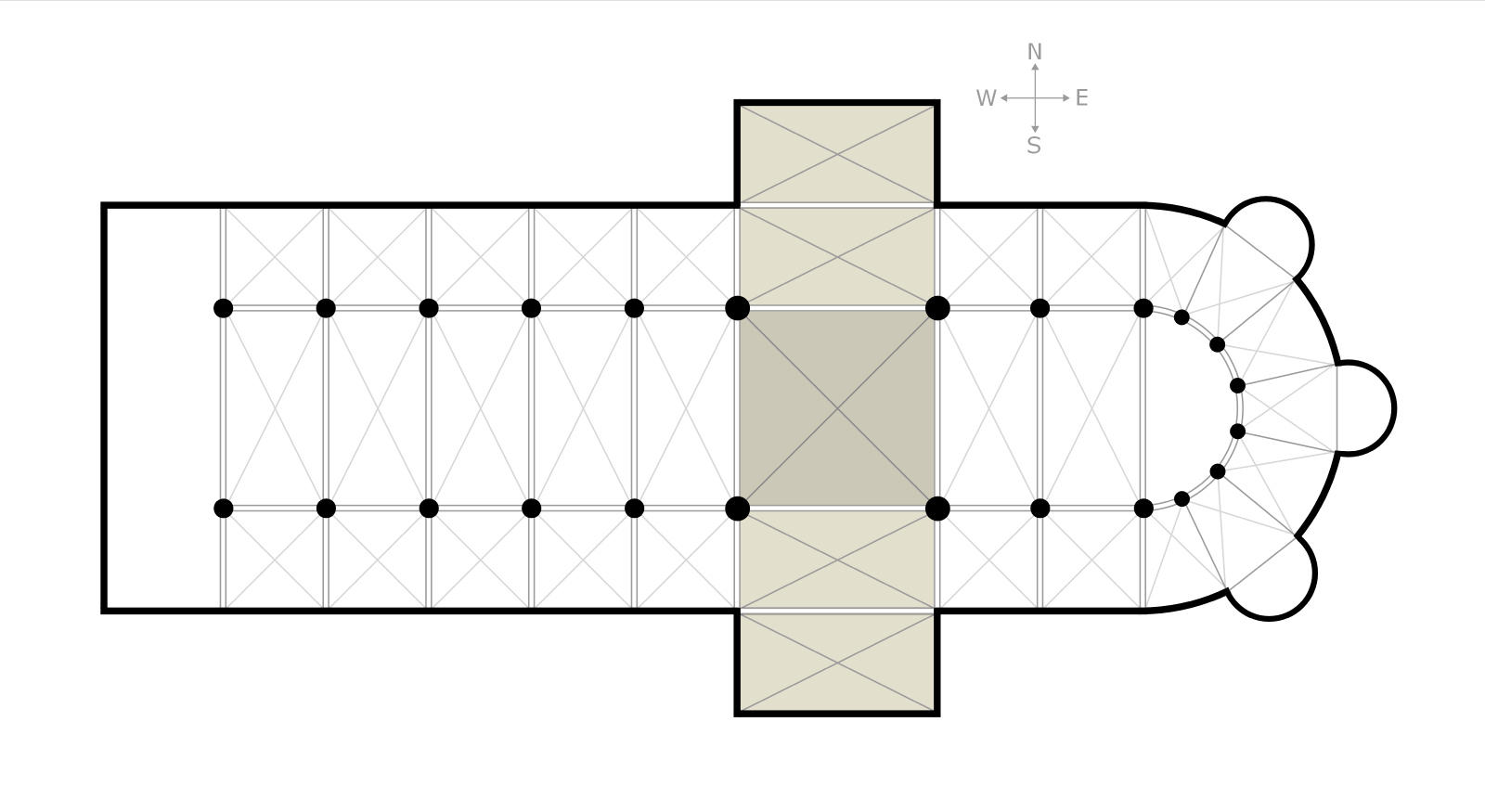
بازوی عرضی کلیسا

بازوی عرضی (انگلیسی: Transept) یا بازوی چلیپا بخش عرضی هر ساختمان یا سازه است که در سراسر بدنه اصلی قرار دارد. در کلیساهای چلیپاشکل، به ویژه در سبک‌های رومانسک و معماری گوتیک، بازوی عرضی ناحیه‌ای است که به صورت متقاطع روس شبستان قرار گرفته است.